# تريستان فلور
تريستان فلور (بالفرنسية: Tristan Flore)‏ هو لاعب تنس الطاولة فرنسي، ولد في 2 يناير 1995 في مونتيليمار في فرنسا.

## وصلات خارجية
- تريستان فلور على موقع منظمة تنس الطاولة العالمي (الإنجليزية)
- تريستان فلور على موقع اللجنة الأولمبية الدولية (الإنجليزية)
- تريستان فلور على موقع أوليمبيديا (الإنجليزية)
- تريستان فلور على موقع اللجنة الأولمبية الفرنسية (مؤرشف) (الفرنسية)